# Tiago Machado
Tiago José Machado Pinto (Vila Nova de Famalicão, 18 de octubre de 1985) es un ciclista portugués que fue profesional desde 2005 hasta 2022.

## Palmarés
2008
- 2.º en el Campeonato de Portugal Contrarreloj
- 2.º en el Campeonato de Portugal en Ruta
- Trofeo Joaquim Agostinho

2009
- Campeonato de Portugal Contrarreloj

2010
- 1 etapa del Circuito de la Sarthe

2013
- 2.º en el Campeonato de Portugal en Ruta

2014
- Tour de Eslovenia
- 3.º en el Campeonato de Portugal en Ruta

2015
- 2.º en el Campeonato de Portugal Contrarreloj
- 3.º en el Campeonato de Portugal en Ruta

2018
- 3.º en el Campeonato de Portugal Contrarreloj

2020
- 3.º en el Campeonato de Portugal Contrarreloj

## Resultados en Grandes Vueltas y Campeonatos del Mundo
| Carrera              | Carrera              | 2005 | 2006 | 2007 | 2008 | 2009 | 2010 | 2011 | 2012 | 2013 | 2014 | 2015 | 2016 | 2017 | 2018 | 2019 | 2020 | 2021 | 2022 |
| -------------------- | -------------------- | ---- | ---- | ---- | ---- | ---- | ---- | ---- | ---- | ---- | ---- | ---- | ---- | ---- | ---- | ---- | ---- | ---- | ---- |
|                      | Giro de Italia       | —    | —    | —    | —    | —    | —    | 19.º | —    | 36.º | —    | —    | —    | —    | —    | —    | —    | —    | —    |
|                      | Tour de Francia      | —    | —    | —    | —    | —    | —    | —    | —    | —    | 72.º | 72.º | —    | 74.º | —    | —    | —    | —    | —    |
|                      | Vuelta a España      | —    | —    | —    | —    | —    | —    | 32.º | 40.º | —    | —    | 36.º | 85.º | —    | 79.º | —    | —    | —    | —    |
| Mundial en Ruta      | Mundial en Ruta      | —    | —    | —    | Ab.  | —    | —    | —    | —    | 36.º | 54.º | —    | —    | 64.º | Ab.  | —    | —    | —    | —    |
| Mundial Contrarreloj | Mundial Contrarreloj | —    | —    | —    | —    | 54.º | —    | —    | —    | 39.º | 11.º | —    | —    | —    | —    | —    | —    | —    | —    |

—: no participa

Ab.: abandono

## Equipos
- Boavista (2005-2009)
  - Carvalhelhos-Boavista (2005-2006)
  - Riberalves-Boavista (2007)
  - Madeinox-Boavista (2008-2009)
- Team RadioShack (2010-2011)
- RadioShack (2012-2013)
  - RadioShack-Nissan (2012-2013)
  - RadioShack Leopard (2012-2013)
- Team NetApp-Endura (2014)
- Katusha (2015-2018)
  - Team Katusha (2015-2016)
  - Team Katusha-Alpecin (2017-2018)
- Sporting-Tavira[2] (2019)
- Efapel[3] (2020)
- Boavista[4] (2021-2022)
  - Radio Popular-Boavista (2021)
  - Rádio Popular-Paredes-Boavista (2022)